# Chiesa e convento di Sant'Antonio Abate

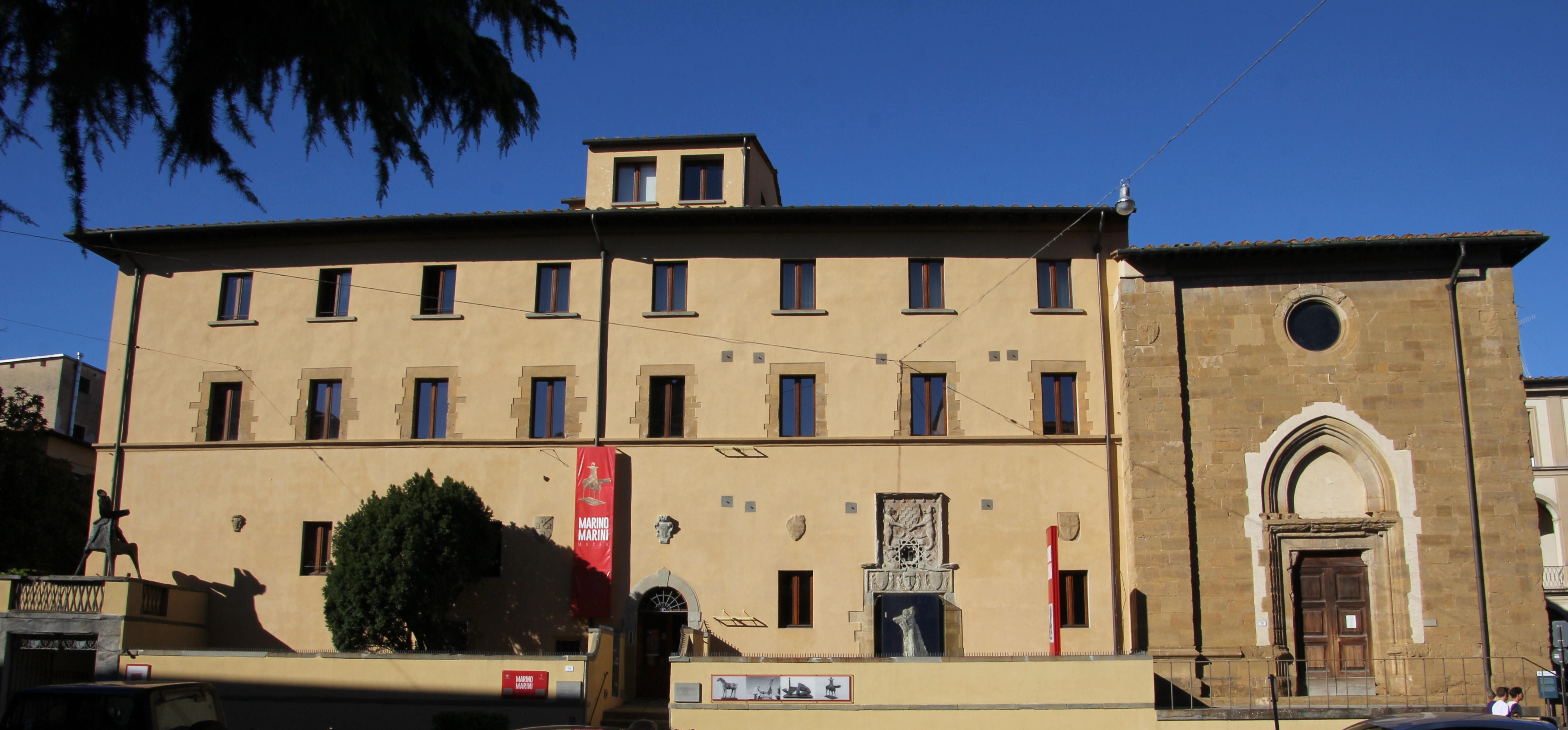
L'ex convento

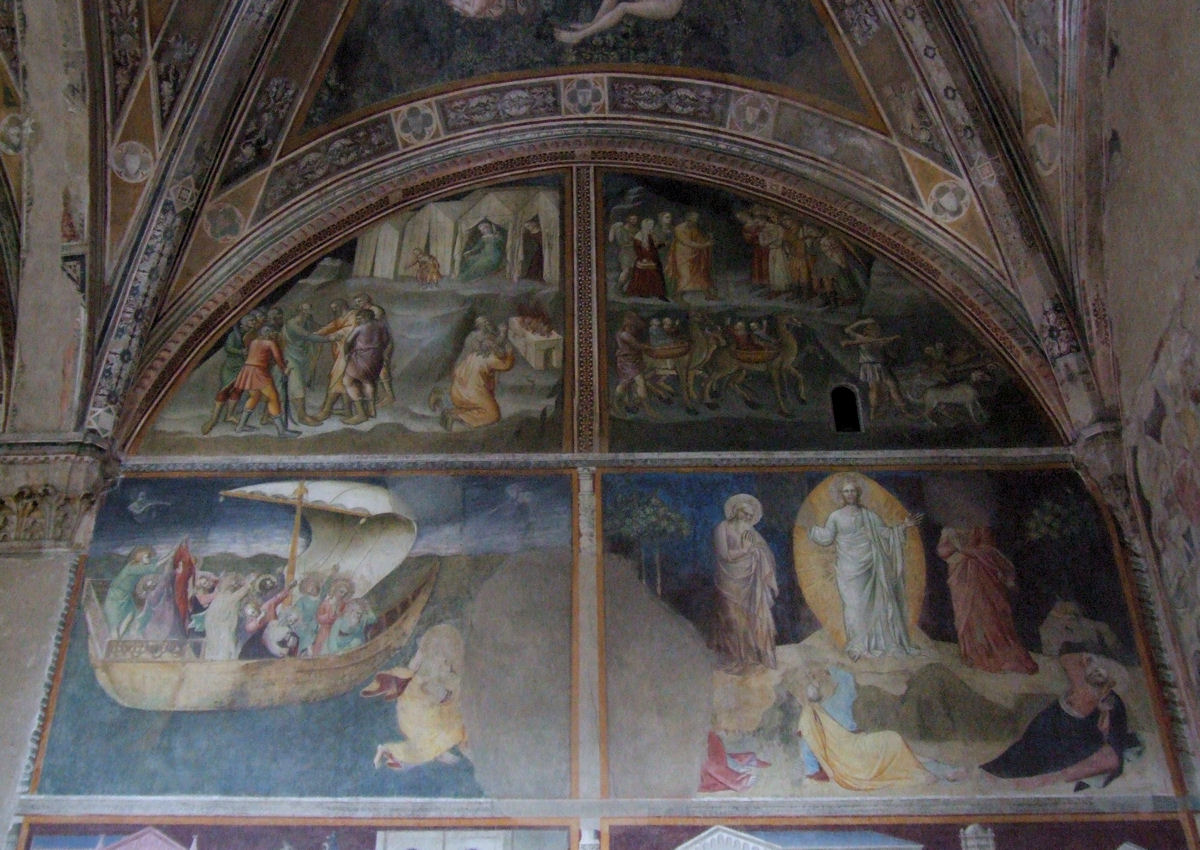
Affreschi

La chiesa del Tau e il convento di Sant'Antonio Abate sono antichi edifici religiosi, oggi sconsacrati, che si trovano a Pistoia. Oggi ospitano il Museo Marino Marini. Dal dicembre 2014 il Ministero per i beni e le attività culturali li gestisce tramite il Polo museale della Toscana, nel dicembre 2019 divenuto Direzione regionale Musei.

## Storia e descrizione
Una volta presentato il progetto di costruzione a opera di fra Giovanni Guidotti, precettore della magione di Sant'Antonio di Firenze, il 26 febbraio 1361, fu fondata la chiesa con l'annesso convento, detto del Tau, sempre con il beneplacito dell'Abate generale dell'Ordine Antonita e il riconoscimento del diritto di patronato ai fondatori e ai loro discendenti. Il culto di sant'Antonio, pur nell'assenza dei frati, rimase attivo grazie alle feste sacre e profane a lui connesse come attestano documenti delle visite pastorali datate alla seconda metà del 1500. Nel secolo successivo assistiamo al deterioramento dei costumi della Precettoria Pistoiese in concomitanza con l'arrivo dei Querci a Pistoia e all'ampliamento dei beni della chiesa di Sant'Antonio Abate tra cui poderi e magioni. Il complesso constava di un ospedale, espressione concreta della vocazione caritatevole dell'ordine e di un oratorio. La chiesa, dopo le soppressioni del secolo XVIII, fu suddivisa in più piani e trasformata in abitazioni civili. I restauri, iniziati nel 1962, hanno riportato alla luce l'importante ciclo pittorico che rivestiva le pareti della chiesa, illustrando su tre ordini sovrapposti Storie dell'Antico Testamento, Storie del Nuovo Testamento e Storie della vita di sant'Antonio. L'incarico fu assunto nel 1372 dal fiorentino Niccolò di Tommaso, pittore della cerchia dell'Orcagna, che si valse dell'aiuto di vari collaboratori, fra cui figurò forse anche il pistoiese Antonio Vite. Recentemente anche il convento è stato recuperato e adibito a sede del Centro di documentazione Marino Marini.